# Маркус, Михаил Антонович
Михаил Антонович Маркус (28 декабря 1789, Курск — 27 июня 1865, Санкт-Петербург) — российский лейб-хирург, доктор медицины, действительный тайный советник (1865).

## Биография
Родился в Курске в семье военного лекаря. В службе и классном чине с 1808 года после окончания Императорской медико-хирургической академии. С 1812 года участник Отечественной войны, штаб-доктором 27-й дивизии и главный доктор русских больниц во Франции. 
С 1825 года главный врач Голицынской больницы. С 1827 по 1829 годы издавал «Врачебные записки». С 1833 года избран членом Французской академии наук, в этом же году «за самоотверженную практическую и исследовательскую работу по излечению от холеры» Маркусу была присуждена Монтионовская премия. С 1834 года врач великой княгини Елены Павловны, в 1837 году назначен лейб-медиком к императрице Александре Фёдоровне. В 1837 году произведён в действительные статские советники.
С 1841 года президент Медицинского совета, был учредителем и попечителем Санкт-Петербургской больницы святой Ольги. В 1849 году  произведён в тайные советники. С 1855 года почётный член — Императорского Московского университета, Медицинского совета, Военно-медицинского учёного комитета, Демидовского дома трудящихся.
В 1865 году произведён в действительные тайные советники, управляющий Придворной медицинской частью. Был награждён всеми российскими орденами вплоть до ордена Святого Александра Невского пожалованного ему в 19 февраля 1858 года.
Похоронен на Волковском лютеранском кладбище.

## Семья

### Дети
- Владимир (1826—1901) — действительный тайный советник, член Государственного совета.
- Фёдор (1827—1898) — действительный тайный советник, член Государственного совета.
  - Фёдор (ум. 1888) — действительный статский советник.